# Occhio bionico
Un occhio bionico è un apparato artificiale progettato per sopperire, almeno in parte, alle perdute funzionalità dell'occhio umano.

## Descrizione
Tale apparato può essere costituito da un impianto epiretinale associato ad una telecamera esterna, oppure da un impianto subretinale (un chip sotto la retina) che non ha bisogno di dispositivi esterni all'occhio.
La telecamera può essere montata sugli occhiali e trasmette senza fili (per mezzo di onde radio) le sue immagini all'impianto epiretinale, che simula la funzionalità della retina, collocata sul fondo del bulbo oculare.
Questa tecnologia, sviluppata nei primi anni del XXI secolo riesce a interpretare e produrre immagini composte da un numero variabile tra 16 e 1500 pixel in toni di grigio, ma rappresenta un primo passo verso la realizzazione di impianti di prestazioni maggiori. Dato che i segnali generati dall'occhio artificiale vengono poi inviati al nervo ottico, è essenziale che questo sia integro. Inoltre, la retina deve avere un minimo di vitalità perché il chip non fa altro che stimolare le cellule nervose ancora vive le quali, a loro volta, inviano gli impulsi elettrici al nervo ottico.
Per lesioni del nervo sono allo studio protesi corticali in cui una telecamera esterna manda le immagini a un impianto localizzato direttamente nella corteccia visiva.
Con gli impianti epiretinali sono stati ottenuti dei risultati interessanti, ad esempio, in Inghilterra: i malati di una particolare malattia oculare genetica, la retinite pigmentosa, hanno recuperato parzialmente la vista (in bassa risoluzione). Uno di essi è riuscito a leggere alcune parole brevi sullo schermo mentre un altro è riuscito a distinguere grandi quadrati bianchi da grandi riquadri neri. Il successo migliore è stato conseguito però in Germania: il 3 novembre 2010 è stato pubblicato on-line sui Proceedings of the Royal Society uno studio di ricercatori tedeschi che, guidati dall'Università di Tubinga, sono riusciti a ridare parzialmente la vista a tre ciechi su undici; ora riescono a leggere grandi lettere su uno sfondo scuro. Tuttavia, va precisato che la visione (le immagini sono composte da circa 1500 punti) non è continua ma è per flash, oltre ad essere in bianco e nero. Inoltre, non vanno sottovalutate eventuali complicazioni a medio e lungo termine.
Nel 2006 è cominciata in California la sperimentazione su esseri umani, che mira a realizzare un sistema per restituire la vista ai disabili visivi.
L'azienda californiana Second Sight Medical Products ha presentato alla American Association for the Advancement of Science di San Francisco un progetto per la realizzazione di retine artificiali. Un primo prototipo, denominato Argus I Retinal Prosthesis System a 16 pixel è stato testato tra il 2002 e il 2004 su sei pazienti, di cui uno solo ha creato problemi al volontario che lo ospitava e ha dovuto essere rimosso. Anche la versione Argus II (60 pixel) è stata già impiantata con alcuni successi (ottenuti, ad esempio, in Inghilterra). I dispositivi più evoluti sono per ora stati impiantati in Germania, dove si è riusciti a realizzare e a collocare sotto la retina una griglia composta da 38x40 sensori. La retina elettronica, tuttavia, dovrà essere ulteriormente perfezionata prima di ottenere risultati sfruttabili su più larga scala.